# Santana (Figueira da Foz)
Santana is een plaats (freguesia) in de Portugese gemeente Figueira da Foz en telt 1146 inwoners (2001).